# Жиньо
Жиньо̀ (на италиански и на френски: Gignod, на местен диалект: Dzegnoù, Дзеньоу) е село и община в Северна Италия, автономен регион Вале д'Аоста. Разположено е на 988 m надморска височина. Населението на общината е 1612 души (към 2010 г.).